# Sinibrama macrops
 Sinibrama macrops és una espècie de peix cipriniforme de la família dels ciprínids.

## Morfologia
Els mascles poden assolir els 15 cm de longitud total.

## Distribució geogràfica
Es troba a la Xina i Taiwan.